# イドリス・ババ
イドリス・モハメド・ババ（Iddrisu Mohamed Baba',  1996年1月22日 - ）は、ガーナ・グレーター・アクラ州アクラ出身のサッカー選手。プリメーラ・ディビシオン・UDアルメリア所属。ガーナ代表。ポジションはミッドフィールダー。

## 来歴
カンテラ時代をCDレガネスで過ごしたが、2014年1月にRCDマジョルカにローン移籍の形で加入し、Bチームでプロデビュー。テルセーラ・ディビシオンで1年間プレーした後に2016年にマジョルカへの完全移籍が決定。
2017年8月25日、セグンダ・ディビシオンBのバラカルドCFへの1年間のローン移籍が発表。30試合に出場し、復帰後2018-19シーズンにトップチームに昇格。同シーズンは28試合に出場し、チームはセグンダ・ディビシオンで5位に入り、昇格プレーオフに進出。プレーオフではUDアルメリア、デポルティーボ・ラ・コルーニャを破り、2012-13シーズン以来のプリメーラ・ディビシオン復帰に貢献。2019年7月3日には、2022年までの契約に合意した。
2023年8月11日、UDアルメリアに買取オプション付きのレンタルで移籍した。